# Якобстад
Якобстад (на шведски: Jakobstad; на фински: Pietarsaari, Пиетарсаари) е град и община във Финландия. Градът е двуезичен като шведският и финският са равноправни въпреки че за преобладаващото мнозинство родният език е шведски.

## География
Разположен е в провинция Западна Финландия, област Остроботния, на северния бряг на Ботническия залив. Населението на града е 19 643 души (2010).

## Личности
Родени
- Юхан Лудвиг Рюнебери, финландско-шведски поет

Починали